# 2015年歐洲運動會以色列代表團
以色列派出141位運動員參加2015年6月12日至28日在亞塞拜然巴庫舉行的2015年歐洲運動會。2015年歐洲運動會以色列派出有史以來單一運動賽會最大的代表團。同時是繼1974年亞洲運動會後再次出現於區域性綜合賽事。